# 局所微分同相写像
数学、より具体的には微分トポロジーにおいて、局所微分同相写像（きょくしょびぶんどうそうしゃぞう、英: local diffeomorphism）は直感的には局所可微分構造を保つ滑らかな多様体の間の関数である。局所微分同相写像の正式な定義は下で与えられる。

## 定義
X と Y を可微分多様体とする。関数
{\displaystyle f:X\to Y\,}
が局所微分同相写像 (local diffeomorphism) であるとは、各点 x ∈ X に対して、x を含む開集合 U が存在して、
{\displaystyle f(U)\,}
が Y において開で
{\displaystyle f|_{U}:U\to f(U)\,}
が微分同相写像ということである。

## 議論
例えば、すべての多様体は位相的な意味で（ある n に対して Rn と）局所的には同じに見えるにもかかわらず、それらの可微分構造が局所的に同じように振る舞うかどうかを問うことは自然である。例えば、R を可微分多様体にする 2 つの異なる可微分構造を R に課すことができるが、両方の構造は局所的に微分同相でない（下を見よ）。局所微分同相写像は局所的に可微分構造を保存するのであるが定義域が（滑らかな）多様体全体であることを保証するようにこれらの（局所）微分同相写像を "patch up" することができなければならない、ということにも注意しよう。例えば、2 次元球面から 2 次元ユークリッド空間への局所微分同相写像はそれらが確かに同じ局所的可微分構造をもつにもかかわらず存在しえない。これはなぜならば、すべての局所微分同相写像は連続であり、コンパクト空間の連続像はコンパクトであり、球面はコンパクトだが 2 次元ユークリッド空間はコンパクトでないからである。

## 性質
- すべての局所微分同相写像は局所同相写像でもあり、したがって開写像である。

- 局所微分同相写像は定数ランク（英語版） n を持つ。

- 微分同相写像は全単射な局所微分同相写像である。

- 滑らかな被覆写像は終域のすべての点が写像によって均等に被覆されている (evenly covered) 近傍を持つような局所微分同相写像である。

- 逆関数定理によって、滑らかな写像 f : M → N が局所微分同相写像であることと微分（英語版） Dfp : TpM → Tf(p)N がすべての点 p ∈ M に対して線型同型写像であることは同値である。これは M と N が同じ次元を持たなければならないことを意味することに注意しよう。